# Paul R. Ehrlich
För immunologen och 1908 års nobelpristagare i medicin, se Paul Ehrlich
Paul Ralph Ehrlich, född 29 maj 1932 i Philadelphia, Pennsylvania, är en amerikansk biolog, framför allt populationsbiolog, och debattör i befolkningsfrågor som är verksam som professor vid Stanford University.
Paul R. Ehrlich tog kandidatexamen (B.A.) i zoologi 1953 vid University of Pennsylvania, och magisterexamen 1955 respektive doktorsexamen 1957 vid University of Kansas. Han är en välrenommerad entomolog (insektsbiolog) med Lepidoptera (fjärilar) som specialitet. Han kom till Stanford 1959 och blev ordinarie professor i biologi 1966. Han fick en särskild donationsprofessur under beteckningen Bing Professor of Population Studies 1977.
Ehrlich blev känd för en bredare allmänhet 1968 med sin bok The Population Bomb. Boken kom ut i svensk översättning 1972 och hette då Befolkningsexplosionen. Boken föregicks av en artikel i New Scientist i december 1967. Ehrlich förutspådde att massvält skulle utbryta någon gång mellan 1970 och 1985, att hundratals miljoner människor skulle svälta till döds under 1970- och 1980-talen, och att det var en omöjlighet att Indien skulle kunna föda 200 miljoner ytterligare invånare år 1980. Orsaken till den förutspådda svälten skulle vara att folkökningen översteg de tillgängliga resurserna, och Ehrlich menade att detta skulle inträffa oavsett vilka nödåtgärder som sattes in.
Ehrlichs förutsägelser var kontroversiella, och han blev såväl positivt uppmärksammad (framför allt under slutet av 1960- och början av 1970-talen) som hårt kritiserad. Hans idéer sågs av kritiker som illa underbyggd malthusianism i ny skepnad. Då hans förutsägelser ej slog in kom kritiken allt mer att dominera, och i sina senare skrifter har Paul R. Ehrlich varit betydligt försiktigare och mindre kategorisk i sina uttalanden.
Kungliga Vetenskapsakademien belönade 1990 Paul R. Ehrlich med Crafoordpriset inom biovetenskap. Han delade priset med Edward O. Wilson.